# Gabriella Pascolato
Gabriella Pallavicini Pascolato (Tortona, 12 de junho de 1917 — São Paulo, 21 de agosto de 2010) foi uma empresária italiana, radicada no Brasil e mãe da consultora de moda Costanza Pascolato.

## Biografia
Nascida e criada no norte da Itália, Gabriella era filha dos aristocratas italianos Alfredo Pallavicini e Clotilde Quaglia. Estudava sua própria família no colégio: a Família Quaglia (de sua mãe). Família a qual vivia em uma fazenda que foi frequentada por pessoas ilustres, como Napoleão Bonaparte.
Gabriella chegou ao Brasil em 1946, em consequência da Segunda Guerra Mundial na Europa.
Com as novas tendências da moda europeia, ocorridas, principalmente quando Dior inventou o New Look, Gabriella e seu marido, Michele Pascolato, viram a oportunidade de criarem uma tecelagem e assim fundaram a Tecelagem Santa Constância. A Santa Constância tornou-se referência no Brasil e sua fundadora uma importante figura da (história) moda brasileira.